# Guan Yu de Yuncheng
Guan Yu de Yuncheng est une statue de 61 mètres de haut d'un Guan Yu debout qui se trouve en Yuncheng en Chine. La construction de la statue a été fini en 2010.  Elle repose sur une base de 19 mètres de haut, conduisant à une hauteur totale de 80 mètres du monument. Elle est en 2019 vingt-septième plus grande statue au monde.